# Aeroporto do Cachimbo
O Aeroporto do Cachimbo é um aeroporto militar localizado na Serra do Cachimbo, ao sul do Pará, Brasil. Serve ao Campo de Provas Brigadeiro Velloso, um complexo de teste e treinamento das Forças Armadas do Brasil.
É administrado pela Força Aérea Brasileira.

## Histórico
O Campo de Provas Brigadeiro Velloso possui uma área de 21.588 km² e um perímetro de 653 km. Está localizado nos limites dos municípios de Altamira, Itaituba, Jacareacanga e Novo Progresso, possuindo uma área comparável ao estado de Sergipe.
Tanto o aeroporto como o complexo possuem suas origens em uma pista de pouso aberta em 3 de setembro de 1950. Com o término da Segunda Guerra Mundial percebeu o governo brasileiro a necessidade de uma base de apoio estratégico para a operação de voos entre as regiões norte e sudeste do país, em linha reta. Anteriormente, tais voos podiam ser operados com segurança, apenas seguindo a linha do litoral. O aeródromo foi inaugurado em 20 de janeiro de 1954.
Na década de 1970 foram feitos estudos para transformar a área em um centro de testes de armamentos e treinamento das Forças Armadas do Brasil, com o objetivo de desenvolver armas, fazer testes de armamentos e treinamentos e manobras de interesse nacional. De fato, em 7 de março de 1983, o Campo de Testes do Cachimbo, subordinado ao Centro Tecnológico da Aeronáutica foi criado. Em 17 de janeiro de 1995 recebeu o nome de Campo de Provas Brigadeiro-do-Ar Haroldo Coimbra Velloso, homenageando o militar que montou a infraestrutura do complexo. Em 30 de julho de 1997, o nome foi novamente modificado para Campo de Provas Brigadeiro Velloso.
Em 18 de agosto de 1979 foi inaugurado o novo aeroporto do Campo de Provas, o qual foi chamado de Aeroporto do Cachimbo.
Seu pátio é grande o bastante para abrigar 20 aeronaves de pequeno porte e possui instalações de manutenção completas.
Uma unidade do SIVAM está nele localizado.

## Unidades e tráfego aéreo
Por não possuir unidades militares permanentemente nele abrigadas, Cachimbo é um aeroporto militar operado pela Força Aérea Brasileira e não uma base da Força Aérea Brasileira. É de uso exclusivo das Forças Armadas e portanto não recebe voos da aviação comercial ou geral.

## Acidentes e incidentes
- 29 de setembro de 2006: uma aeronave Embraer Legacy 600 de prefixo N600XL e avariada realizou um pouso de emergência no Aeroporto do Cachimbo, após se colidir no ar com um Boeing 737-800 da Gol Transportes Aéreos de prefixo PR-GTD realizando o voo 1907. O Boeing caiu na floresta amazônica matando todas as 155 pessoas a bordo.[3]

## Acesso
O aeroporto se localiza a aproximadamente 15 km da rodovia BR-163.